# Marthamea selysii
Marthamea selysii és una espècie d'insecte plecòpter pertanyent a la família dels pèrlids i una de les dues espècies del gènere Marthamea presents a la península Ibèrica.

## Descripció
- Els adults fan entre 12 i 13 mm de llargària i presenten una coloració variable de marró a marró groguenca.
- El mascle té el cap més fosc i homogeni que el de la femella i el seu penis és tan llarg com la longitud dels seus quatre darrers segments abdominals.
- L'ou és esferoïdal i amb el cori més espès a prop del seu equador.[7]

## Alimentació
Les nimfes són depredadores, encara que en llurs primers estadis de vida adopten una alimentació amb un marcat caràcter detritívor.

## Hàbitat
En el seu estadi immadur és aquàtic i viu a l'aigua dolça, mentre que com a adult és terrestre i volador. Pel que fa al seu hàbitat espècific a la península Ibèrica, cal dir que mostra preferència per les zones baixes (per sota dels 460 m d'altitud) i els trams mitjans o baixos dels rius. De totes maneres, les darreres captures d'aquesta espècie al Parc Natural de les Serres de Tejeda, Almijara i Alhama mostren que també pot viure a les parts altes dels rius. Tot i que el seu cicle de vida no es coneix, hom creu que aquest s'estén al llarg de més d'1 any, possiblement dos, com s'esdevé en l'única espècie del seu mateix gènere en què aquest aspecte de la seua biologia ha estat estudiat. Si bé no s'ha estudiat la seua fenologia de forma precisa, a la península Ibèrica els adults s'observen des de finals de la primavera (el mes d'abril) fins ben entrat l'estiu (l'agost).

## Distribució geogràfica
Es troba a Europa: Bèlgica, Alemanya, els Països Baixos i l'Estat espanyol (entre d'altres, Saragossa, el País Valencià, Galícia, el Sistema Central, Andalusia (Jaén, Granada, Cadis i Màlaga), les conca dels rius Guadalquivir i Guadiana Menor, el Parc Natural de les Serres de Tejeda, Almijara i Alhama, i el nord i el centre de la península Ibèrica).

## Estat de conservació
Es tracta d'una espècie en extrem perill d'extinció en tota la seua àrea de distribució (incloent-hi la península Ibèrica), per la qual cosa alguns autors l'han catalogada entre els tàxons en perill de desaparició al territori ibèric. El seu costum d'habitar els trams finals dels rius fa que estigui sotmesa a un fort risc de desaparició, ja que històricament hi han estat objecte d'alteracions molt fortes a conseqüència de les actuacions humanes (abocaments de residus, captacions d'aigües, construcció d'embassaments, etc.). A més, hom sospita que pot ésser afectada per l'escalfament global.